# Mezclador de frecuencias
En el diseño de circuitos electrónicos, un mezclador es un dispositivo capaz de mezclar dos señales de entrada, {\displaystyle v_{s}(t)} y {\displaystyle v_{o}(t)}, generalmente de diferente frecuencia (salvo en los Mezcladores de Batido Cero en que ambas frecuencias son iguales), produciendo a su salida una mezcla de señales {\displaystyle v_{i}(t)} de diferentes frecuencias igual a una combinación lineal de las dos frecuencias de entrada:
- la suma de las frecuencias de las señales de entrada
- la diferencia entre las frecuencias de las señales de entrada
- las dos señales originales, habitualmente consideradas como parásitas que se eliminan mediante filtros de frecuencia o utilizando circuitos balanceados para producir la cancelación.

Los mezcladores desde el punto de vista espectral son dispositivos no lineales, pues el contenido espectral en la salida es diferente al de la entrada. Las características del espectro de salida pueden ser diferentes, dependiendo de los dispositivos empleados.
Se utiliza habitualmente para hacer una translación de frecuencia en sistemas de trasmisión o recepción de señal y también para realizar  cambios de banda de frecuencias.
Un circuito Mezclador se puede llevar a cabo mediante un Sistema Lineal No Invariante en el Tiempo o a través de un Dispositivo Alineal. 
Los mezcladores también son uno de los componentes fundamentales de los Conversores de Frecuencia, junto con un Oscilador Local  y un Filtro Pasa Bajos o Pasa Banda.

## Descripción matemática
Las señales de entrada son, en el caso más simple, ondas de tensión senoidales, que podemos representar como:
{\displaystyle v_{s}(t)=A_{s}x(t)\cos(\omega _{s}t+\varphi (t))\,}
{\displaystyle v_{o}(t)=A_{o}\cos(\omega _{o}t)\,}
donde {\displaystyle A_{i}} y {\displaystyle \omega _{i}} son la amplitud y frecuencia angular de cada señal de entrada respectivamente, {\displaystyle t} el tiempo y {\displaystyle \phi (t)} la fase.
Una forma común para sumar y restar frecuencias es multiplicar las dos señales, utilizando la siguiente identidad trigonométrica tenemos:
{\displaystyle \cos(A)\cos(B)={\frac {1}{2}}[\cos |A+B|+\cos |A-B|]\,}
aplicándolo a las señales descritas anteriormente obtenemos la salida del mezclador
{\displaystyle v_{i}(t)=v_{s}(t)v_{o}(t)={\frac {K}{2}}A_{s}A_{o}x(t)[\cos(|\omega _{s}+\omega _{o}|t+\varphi (t))+\cos(|\omega _{s}-\omega _{o}|t+\varphi (t))]\,}
donde se puede ver que a la salida obtenemos la señal suma {\displaystyle |\omega _{s}+\omega _{o}|} y la señal resta {\displaystyle |\omega _{s}-\omega _{o}|} de las frecuencias de las señales de entrada.
La translación de la señal de entrada {\displaystyle f_{s}->v_{s}(t)} a la frecuencia deseada {\displaystyle f_{i}->y(t)} se realizara seleccionando el valor adecuado de {\displaystyle f_{o}->v_{o}(t)} y filtrando la señal deseada {\displaystyle |\omega _{s}+\omega _{o}|} o {\displaystyle |\omega _{s}-\omega _{o}|}.

## Teoría
Un circuito multiplicador de dos señales en el tiempo, Activo se realiza con elementos de respuesta no lineal, como transistores o diodos. La respuesta {\displaystyle v_{i}(t)} de un cuadripolo de respuesta no lineal teniendo a la entrada una señal {\displaystyle v(t)} se puede aproximar por la siguiente función polinómica:
{\displaystyle v_{i}(t)=K_{1}v(t)+K_{2}v(t)^{2}+K_{3}v(t)^{3}+...+K_{n}v(t)^{n}\,}
Los mezcladores reales se realizan con un sumador en la entrada de un elemento activo no lineal. De tal manera que la salida será de la siguiente forma:
{\displaystyle v_{i}(t)=K_{1}(v_{s}(t)+v_{o}(t))+K_{2}(v_{s}(t)+v_{o}(t))^{2}+K_{3}(v_{s}(t)+v_{o}(t))^{3}+...+K_{n}(v_{s}(t)+v_{o}(t))^{n}=...+2K_{2}v_{s}(t)v_{o}(t)+...\,}
Si podemos aislar el término {\displaystyle ...+2K_{2}v_{s}(t)v_{o}(t)+...} mediante filtrado de los demás productos del desarrollo, será factible emplear elementos no lineales para la construcción de mezcladores o conversores de frecuencia.
Un circuito multiplicador de dos señales en el tiempo, Pasivo se realiza con elementos de respuesta lineal en conjunto con dispositivos de conmutación, conformando un Sistema Lineal No Invariante en el tiempo.

## Parámetros de los mezcladores
El mezclador lo podemos considerar como una red de tres puertas y en cada puerta se aplica una señal:
- Puerta de señal (RF)
- Puerta de oscilador local (OL)
- Puerta de frecuencia intermedia (FI)

Hay varios parámetros de los mezcladores que definen sus propiedades y comportamiento cuando se implementan en un circuito de comunicaciones, estos nos vienen dados en los 'datasheets' del fabricante:
- Frecuencia de trabajo
- Ganancia/Perdidas de conversión
- Aislamiento (Isolation)
- Compresión de la ganancia
- Adaptación en los puertos
- Factor de ruido
- Mezclas espurias

### Frecuencia de trabajo
Como frecuencia de trabajo se entiende aquellos intervalos de frecuencia de las señales de RF, OL y FI en los que el mezclador puede trabajar. Estas tres bandas frecuenciales se especifican por separado.

### Ganancia/Perdidas de conversión
- La ganancia de conversión (gain) sucede cuando la potencia de la señal de salida es mayor que la potencia de la señal de entrada (mezclador activo).

{\displaystyle {\text{Ganancia de conversion (dB)}}=10\log {\frac {P_{s}(\mathrm {mW} )}{P_{e}(\mathrm {mW} )}}\,}
- Las pérdidas de conversión (conversión loss) suceden cuando la potencia de la señal de salida es inferior a la potencia de la señal de entrada (mezclador pasivo). Se observa que cuando hay pérdidas, la cantidad resultante será negativa.

{\displaystyle {\text{Perdidas de conversion (dB)}}=10\log {\frac {P_{s}(\mathrm {mW} )}{P_{e}(\mathrm {mW} )}}\,}

### Aislamiento (Isolation)
En un mezclador real el aislamiento entre los puertos de este no es infinito, por este motivo en la salida de cada puerto aparece parte de la señal de los otros dos. Se pueden definir los aislamientos como las pérdidas que sufre una señal al pasar de una puerta a otra sin conversión. Suelen definirse tres tipos:
- Aislamiento OL-FI
- Aislamiento RF-FI
- Aislamiento OL-RF

Su medida es el dB y representan la atenuación de la señal en el paso directo entre dos puertas, sin tener en cuenta los procesos de conversión.

### Compresión de ganancia
En los mezcladores activos la ganancia de conversión tiene un comportamiento lineal pero conforme la potencia de entrada se incrementa esta ganancia entrará en compresión y finalmente en saturación. Hay un punto singular llamado punto de compresión a 1dB, que corresponde a la potencia de entrada para la cual la ganancia de conversión está 1dB por debajo del comportamiento lineal.

### Mezclas espurias
Además a la salida del mezclador, aparte del término deseado, obtendremos un conjunto de términos de la forma {\displaystyle K_{m}K_{n}v_{s}(t)^{m}v_{o}(t)^{n}}, los cuales producen un conjunto de mezclas espurias que generan señales de frecuencias {\displaystyle mf_{s}\pm nf_{o}}, a los cuales se les denomina productos de intermodulación de orden m+n.Su potencia es menor cuanto mayor es el orden. Estos productos indeseados, que son nocivos, se pueden eliminar mediante filtrado, reduciendo la potencia de entrada de la señal o por combinación de dos o más mezcladores para formar un conjunto equilibrado.
Para el tratamiento de las señales espurias hay que identificar el origen de estas y entonces aplicar una solución:
- Generación de productos de intermodulación relacionados con las frecuencias de entrada: las mezclas espurias {\displaystyle mf_{s}\pm nf_{o}} no pueden estar dentro del ancho de banda del filtro a la salida, así que hay que poner un filtro muy selectivo a la salida del mezclador.
- Recepción de señales a la misma frecuencia que la señal útil: estas señales pueden generar productos de intermodulación, la solución es poner un filtro antes del mezclador que elimine estas frecuencias.
- Frecuencia o banda imagen: aparece debido a la banda especular de {\displaystyle f_{s}} respecto a {\displaystyle f_{o}}. Por este motivo pueden existir dos frecuencias diferentes {\displaystyle f_{s}} y {\displaystyle f'_{s}} que al hacer la conversión de frecuencia pueden resultar la misma frecuencia a la salida, superponiéndose una a la otra de forma destructiva. La solución es poner un filtro antes del mezclador que elimine la frecuencia imagen.

## Tipos de mezcladores
Hay dos tipos de clasificaciones para los mezcladores, dependiendo de la ganancia o perdida de conversión y dependiendo de la estructura utilizada para la implementación:

### Clasificación según las ganancias o pérdidas de conversión
- Mezcladores pasivos: generalmente se utilizan diodos como elementos no lineales, no tienen ganancia sino que tienen pérdidas de conversión (la potencia de salida es inferior a la de entrada) y tienen la relación de Factor de ruido = Pérdidas de conversión.

- Mezcladores activos: están basados en transistores los cuales requieren una polarización, tienen ganancia de conversión (la potencia de salida es superior a la de entrada), requieren un menor nivel de señal del OL y el Factor de ruido es independiente de las ganancias de conversión, lo da el fabricante.

### Clasificación según la estructura utilizada en la implementación

#### Mezclador simple
Este tipo de mezcladores se utilizan en diseños a muy altas frecuencias donde se requiere simplicidad en el circuito o en aplicaciones en las que sea más importante el precio que las prestaciones técnicas. Solo se utiliza un elemento no lineal como mezclador de señal y unos filtros para seleccionar la señal útil.

#### Mezclador equilibrado
A diferencia de los mezcladores simples en los que utilizamos filtros para separar las frecuencias, en un mezclador equilibrado, para separar señales de entrada en RF y oscilador local y evitar o eliminar los productos de intermodulación no deseados, se utilizan dos o más mezcladores simples conectados a través de circuitos híbridos. De esta forma, las señales deseadas se suman en fase a la salida y las indeseadas en contrafase, consiguiendo eliminarlas. La principal característica de estas estructuras es que suprimen los armónicos pares de OL-RF y mejoran el aislamiento OL-RF y OL-FI sin necesidad de filtros. La expresión de salida de la señal es:
{\displaystyle V_{out}=V_{rf}\sin(\omega _{rf}t)\left[{\frac {4}{\pi }}\sum _{n=1,3,5...}{\frac {1}{n}}\sin(n\omega _{ol}t)\right]={\frac {V_{rf}4}{\pi }}\left[{\frac {1}{2}}[\sin(\omega _{ol}-\omega _{rf})t-\sin(\omega _{ol}+\omega _{rf})t]+{\frac {1}{6}}[\sin(3\omega _{ol}-\omega _{rf})t-\sin(3\omega _{o}l+\omega _{rf})t]+...\right]}
Observando la expresión de la señal de salida, vemos que solo genera armónicos y productos de intermodulación impares {\displaystyle (nf_{OL}-f_{RF})\ (nf_{OL}+f_{RF})} con {\displaystyle n=3,5,7...}, por lo tanto, no tan cercanos a la señal útil que se encontraría en {\displaystyle f_{FI}=f_{OL}-f_{RF}}. Para obtener la señal útil se aplica un filtro paso bajo centrado en la frecuencia de FI.

#### Mezclador doblemente equilibrado
Este tipo de mezclador emplea cuatro elementos no lineales combinados de tal forma que consigue eliminar los productos de mezcla correspondientes a todos los armónicos pares tanto de la señal de RF como del oscilador local. Desarrollando la tensión a la salida en función de las tensiones de entrada, se comprueba que sólo incluye los términos de frecuencia de la forma:
{\displaystyle f=(2n-1)f_{o}\pm (2n-1)f_{p}}
Se utilizan circuitos integrados con transistores bipolares como elementos activos, en frecuencias inferiores a unos 100MHz. Es difícil encontrar mezcladores doblemente equilibrados a frecuencias superiores a algunas decenas de gigahercios.

#### Mezclador con rechazo de frecuencia imagen
Estos mezcladores son útiles cuando resulta difícil filtrar la frecuencia imagen (frecuencia simétrica de la señal respecto a la señal del OL) a la entrada del mezclador. En la imagen podemos ver que se compone de dos mezcladores doblemente equilibrados a los que se aplica la señal a través de un híbrido de 90° y el oscilador local a través de un divisor de potencia. La salida de cada uno de los mezcladores se combina en un híbrido de 90º para obtener la frecuencia intermedia. Si la frecuencia del oscilador local es superior a la de la señal, la mezcla deseada (mezcla diferencia) aparece a la salida de frecuencia intermedia, mientras que la banda imagen es rechazada. En la otra puerta del híbrido aparece la mezcla suma que es llevada a la carga.

## Construcción
Cualquier elemento que posea una respuesta no lineal, en principio, puede utilizarse como conversor de frecuencia. La elección del dispositivo adecuado depende del margen de frecuencia, nivel de ruido, aplicación...

### Diodos de barrera Schottky
El diodo Schottky es el dispositivo más empleado para implementar un mezclador. Se utilizan tanto para mezcladores sencillos como equilibrados en un amplio margen de frecuencias (de 10MHz a 1000GHz). Las pérdidas y figura de ruido se sitúan entre 4 y 10dB.

### Diodos varactores
El diodo varactor presenta un elemento reactivo no lineal que utilizado como conversor superior de frecuencia, aporta muy bajas pérdidas de conversión e incluso ganancia. Es utilizado para frecuencias de microondas y UHF. Para conversor de frecuencias hacia abajo (downconverter), al poseer más pérdidas que los diodos Schottky, no se utiliza.

### Transistores bipolares
Los transistores bipolares se utilizan en circuitos integrados para bandas de frecuencia desde algunos kHz hasta 500MHz. Ofrecen grandes ganancias de conversión, pero generan mucho ruido de intermodulación. En la forma de CI (circuito integrado) también se combinan varios transistores para formar circuitos equilibrados, consiguiendo bandas de frecuencia muy grandes.

### Transistores de efecto campo (FET)
Para transistores de efecto campo (FET) la característica no lineal se aproxima bien por una ley cuadrática, por lo que produce niveles de intermodulación y de armónicos bajos. El margen de frecuencias va de algunos MHz a 10GHz, pero con la constante mejora de estos transistores este margen se extiende rápidamente. Presentan ganancia de conversión (menor que los bipolares), mejores prestaciones de ruido e intermodulación y necesitan menos potencia del OL.